# Pierrick Fédrigo
Pierrick Fédrigo (Marmande, 30 de novembre de 1978) és un ciclista francès, professional des del 2000 fins al 2016.
En el seu palmarès destaca el Campionat nacional francès en carretera que guanyà el 2005, així com quatre etapes al Tour de França: el 2006, 2009, 2010 i 2012.
És anomenat le nez de Marmande (El nas de Marmande) pel seu prominent nas.

## Palmarès
- 1999
  - 1r a la Fletxa ardenesa
  - Vencedor d'una etapa del Giro de les Regions
- 2002
  - Vencedor d'una etapa al Tour del Llemosí
  - Vencedor d'una etapa a la París-Corrèze
- 2003
  - Vencedor d'una etapa al Tour de l'Avenir
- 2004
  - 1r al Tour del Llemosí i vencedor d'una etapa
- 2005
  -  Campió de França en ruta
  - 1r als Quatre dies de Dunkerque
  - 1r al Gran Premi Cholet-País del Loira
- 2006
  - Vencedor d'una etapa al Tour de França
- 2007
  - 1r al Tour del Llemosí i vencedor d'una etapa
- 2008
  - 1r al GP Ouest France-Plouay
  - Vencedor d'una etapa als Quatre dies de Dunkerque
  - Vencedor d'una etapa a la Volta a Catalunya
- 2009
  - Vencedor d'una etapa als Quatre dies de Dunkerque
  - Vencedor d'una etapa al Critèrium del Dauphiné Libéré
  - Vencedor de la 9a etapa al Tour de França
- 2010
  - 1r al Critèrium Internacional i vencedor d'una etapa
  - Vencedor de la 16a etapa al Tour de França
- 2012
  - Vencedor de la 15a etapa al Tour de França
  - Vencedor d'una etapa al Critèrium Internacional
- 2013
  - 1r a la París-Camembert
- 2015
  - 1r al Gran Premi Cholet-País del Loira

### Resultats al Tour de França
- 2003. Abandona (14a etapa)
- 2004. 76è de la classificació general
- 2005. 46è de la classificació general
- 2006. 29è de la classificació general. Vencedor d'una etapa
- 2007. 84è de la classificació general
- 2008. 32è de la classificació general
- 2009. 56è de la classificació general. Vencedor de la 9a etapa
- 2010. 57è de la classificació general. Vencedor de la 16a etapa
- 2012. 48è de la classificació general. Vencedor de la 15a etapa
- 2013. 58è de la classificació general
- 2015. 52è de la classificació general

### Resultats a la Volta a Espanya
- 2005. Abandona (10a etapa)
- 2009. Abandona (12a etapa)